# Serge Gumienny
Serge Gumienny (Bree, 14 aprile 1972) è un ex arbitro di calcio belga.

## Carriera
Arbitro della Jupiler League, dove ha diretto ad oggi ben oltre 160 partite, Gumienny viene spesso chiamato a dirigere anche nel campionato olandese, l'Eredivisie, dove ha fatto il suo esordio nella stagione 2004-05.
Riceve la nomina ad internazionale il 1º gennaio 2003.
Dopo aver diretto alcuni turni preliminari di varie competizioni, nel 2005 fa il suo esordio in una gara tra nazionali maggiori, nella partita tra Fær Øer e Svizzera, terminata 1-3 e valida per le qualificazioni ai mondiali del 2006.
Nel 2006 partecipa agli Europei Under 21 in Portogallo, dove dirige due partite della fase a gironi. Nell'ottobre dello stesso anno, fa il suo esordio nella fase a gironi della Coppa UEFA.
Nel 2007 dirige una partita valida per le qualificazioni ad Euro 2008. Nel febbraio del 2008 ottiene per la prima volta la designazione per un sedicesimo di finale di Coppa UEFA.
Nel 2009 dirige tre partite valide per le qualificazioni ai mondiali 2010.
Il suo esordio nella fase a gironi della UEFA Champions League è datato 29 settembre 2010: nell'occasione dirige una sfida della seconda giornata, tra Rangers e Bursaspor.